# Petalonyx nitidus
Petalonyx nitidus är en brännreveväxtart som beskrevs av S. Wats. Petalonyx nitidus ingår i släktet Petalonyx och familjen brännreveväxter. Inga underarter finns listade i Catalogue of Life.

## Bildgalleri

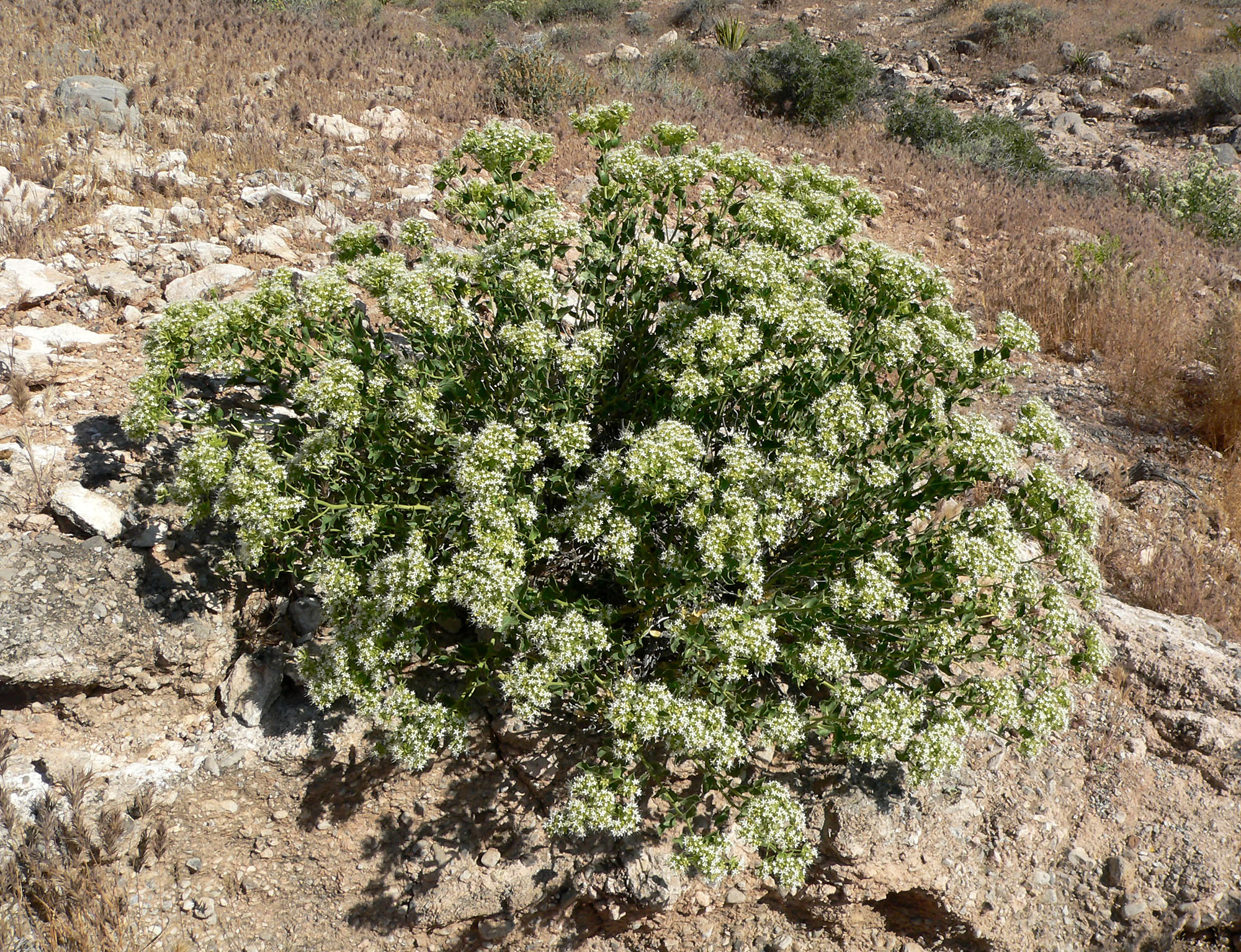
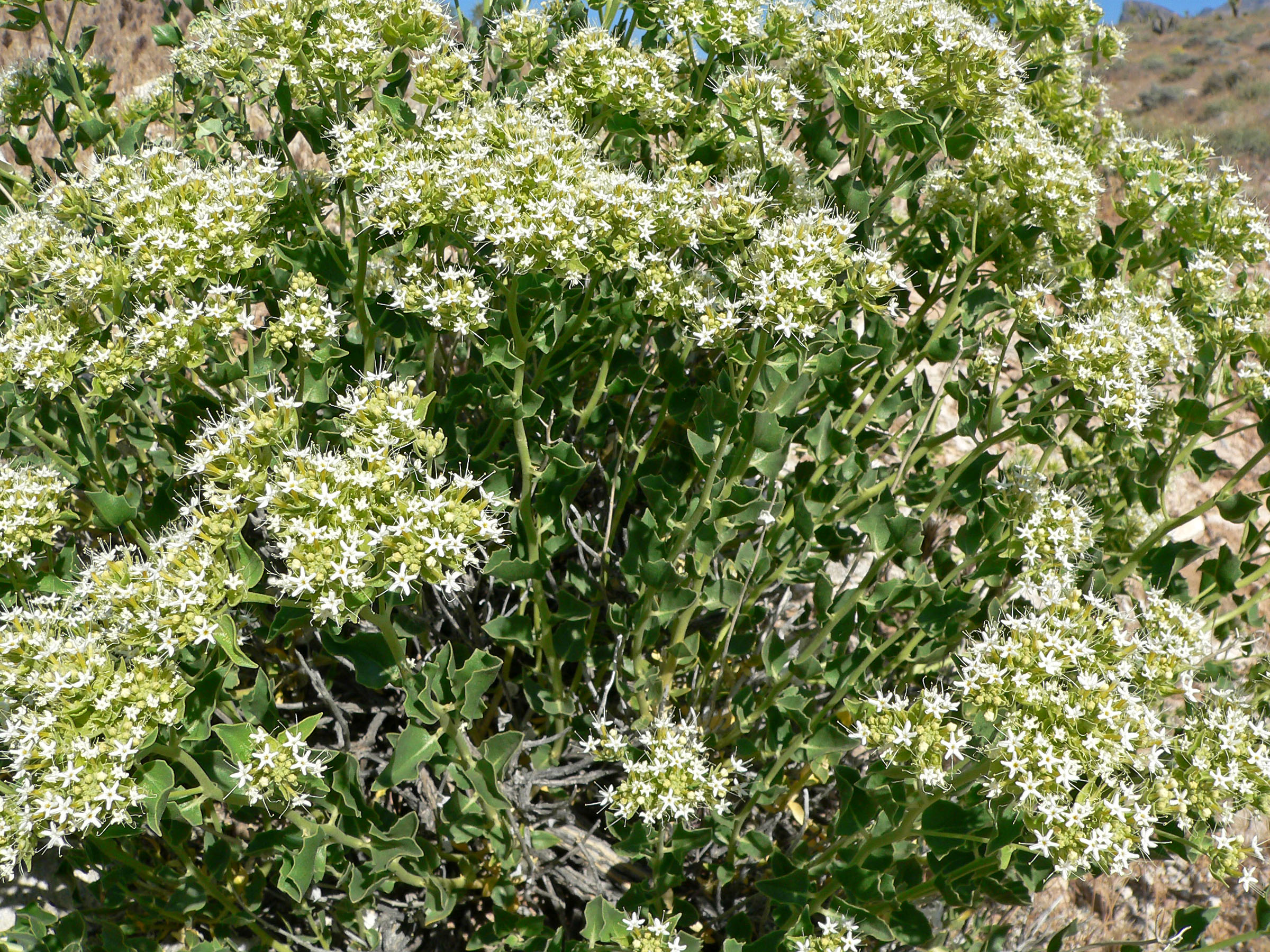
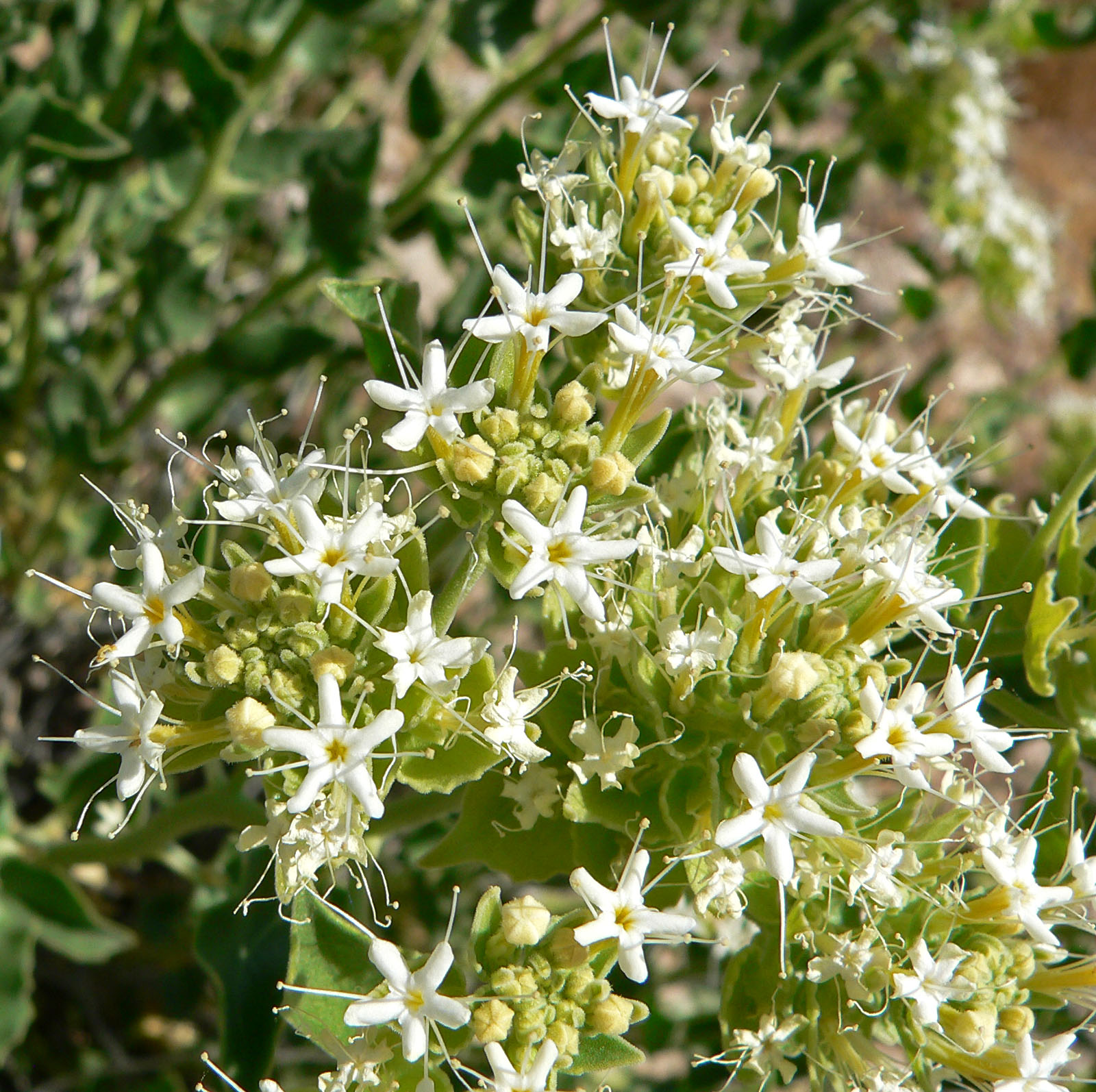
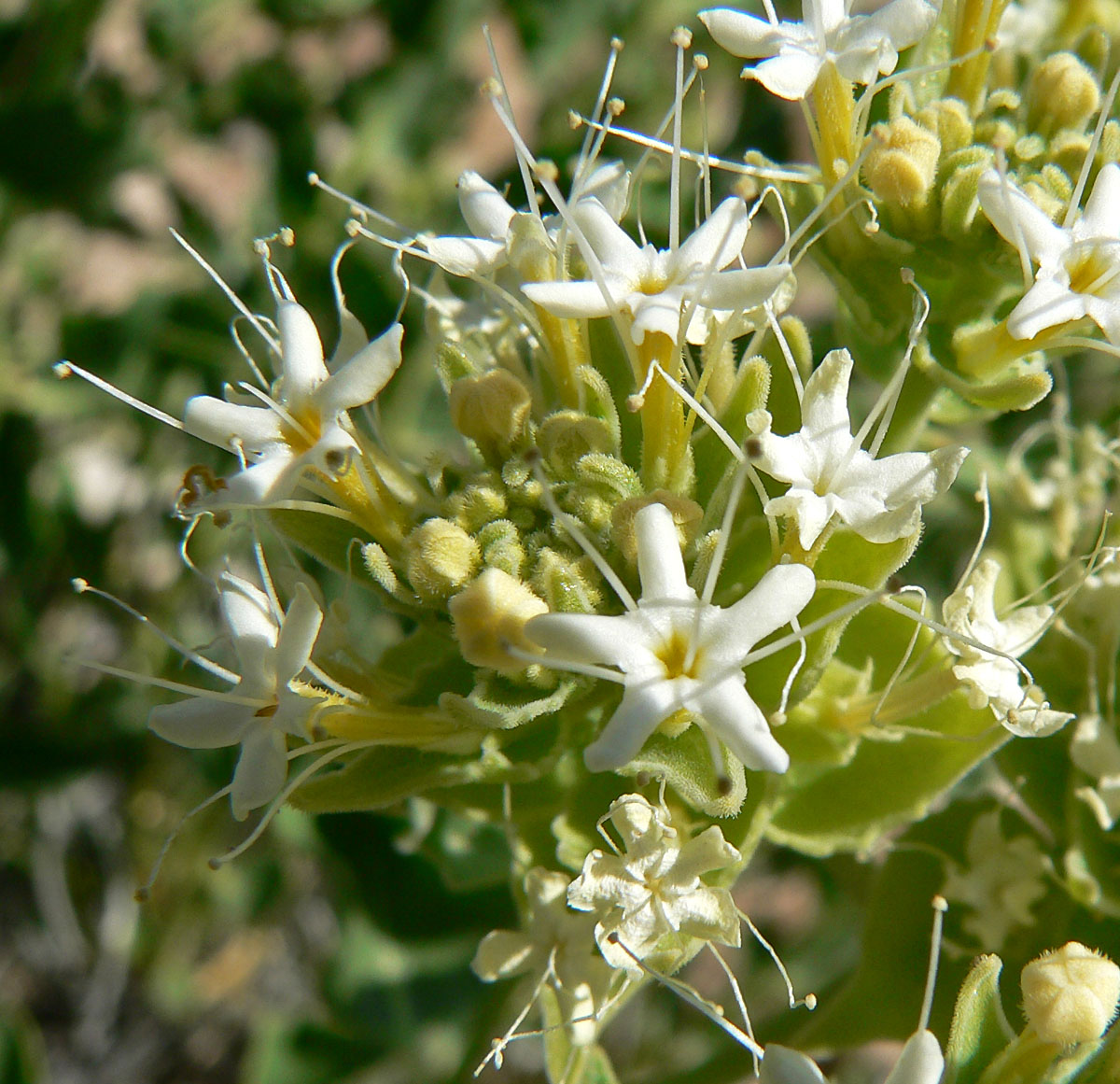
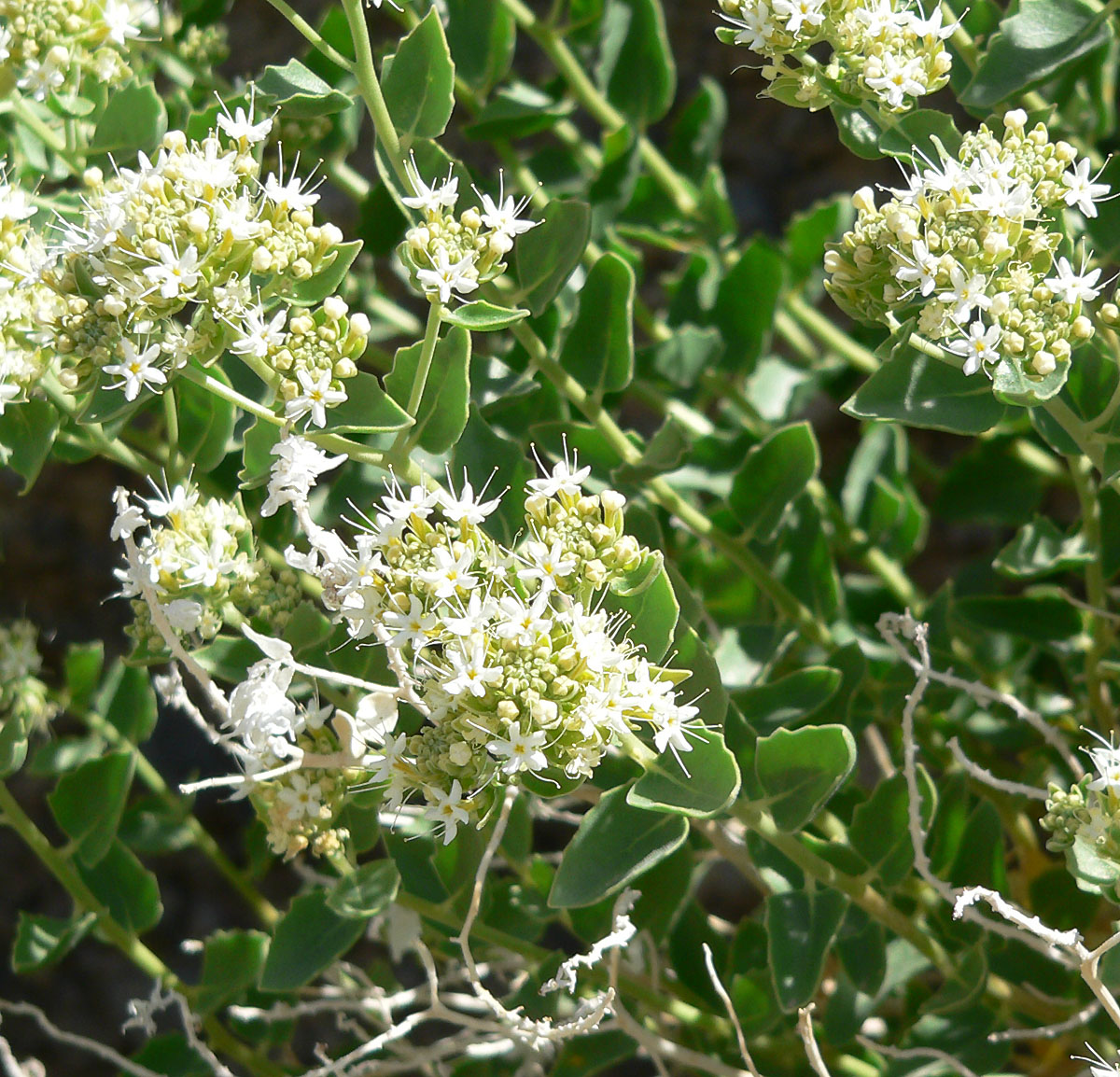